# Parcul Național Canyonlands
Parcul Național Canyonlands (Parcul Național "Țara Canioanelor") se află în apropiere de localitatea Moab din statul Utah, S.U.A. În vecinătatea sa se află Parcul Național Arches. Declarat parc în anul 1964, se întinde pe o suprafață de 527.5 mi² (1,366 km²). Pe teritoriul parcului, fluviul Colorado și râul Green  au săpat canioane adânci. Parcul este divizat în trei părți mari:
- Island in the Sky, în nord;
- The Needles, în sud-est;
- The Maze, în vest

și o regiune mai mică, numită „Canionul Horseshoe”.

## Regiuni
Între regiuni, pe teritoriul parcului nu sunt șosele de legătură.

### Island in the Sky
Island in the Sky este un podiș, care este mărginit de fluviul Colorado și de rîul Green. Puncte existente de atracție sunt:
- White Rim, de pe o terasă de gresie constituie o belvedere, situată la o înălțime de 360 m;
- Big Drop Rapids este o porțiune cu un curent torențial, situat la altitudinea de 1.128 m pe cursul fluviului Colorado.

### The Needles
Numele de „The Needles” provine de la culorilor roșie și albă a flancurilor stâncoase; rocile supuse eroziunii și intemperiilor au dat naștere canioane, doline, crăpături și poduri de piatră, care sunt accesibile numai deplasându-te pe jos. Regiunea a fost patria indienilor pueblo; azi se mai pot vedea urme ale așezărilor ale amerindienilor sau unelte ale lor.
- Cathedral Point are înălțimea de 2.170 m.

### The Maze
Regiunea se află la vest de fluviul Colorado și de rîul Green, ea fiind una dintre ținuturile izolate și mai greu accesibile.